# Takayuki Fujikawa
Takayuki Fujikawa (藤川 孝幸 Fujikawa Takayuki?), född 10 oktober 1962 i Kanagawa prefektur, död 15 november 2018, var en japansk fotbollsspelare.
Fujikawa började sin karriär 1981 i Yomiuri (Verdy Kawasaki). Med Yomiuri/Verdy Kawasaki vann han japanska ligan 1983, 1984, 1986/87, 1990/91, 1991/92, 1993, 1994, japanska ligacupen 1985, 1991, 1992, 1993, 1994 och japanska cupen 1984, 1986, 1987. Han avslutade karriären 1995.